# Бачиашвили, Иосиф Михайлович
Иосиф (Иосеб) Михайлович Бачиашвили (груз. იოსებ მიხაილის ძე ბაჩიაშვილი; род. 14 июля, 1955, Тбилиси, Грузинская ССР) — государственный и общественный деятель Грузии. Директор и научный руководитель Национального центра по исследованию государства и права, доктор права, профессор, заместитель Президента Национальной академии наук Грузии.

## Биография и карьера
Иосеб Бачиашвили родился 14 июля 1955 года в городе Тбилиси. Отец — Бачиашвили Михайл Эквтимович — автоинженер. Мать — Моисцрапишвили Этери Ивановна — экономист-финансист.
В 1972 году окончил тбилисскую 53-ю среднюю школу. В 1978 окончил юридический факультет Тбилисского государственного университета. Продолжил учёбу в аспирантуре Института государства и права Академии наук СССР (г. Москва), которую окончил в 1981 году. В этом же году защитил кандидатскую диссертацию по специальности «Соотношение правовых и неправовых норм в процессе регулирования социалистических общественных отношений».
1982—1987 гг. работал в Институте экономики и права Академии наук Грузии научным сотрудником, старшим научным сотрудником, заведующим отделом.
1987—1990 гг. на ответственных должностях ЦК КП Грузии.
1990—1991 гг. заместитель и исполняющий обязанности заведующего юридическим отделом Верховного Совета Грузии.
1991—1994 гг. заместитель Министра по управлению государственным имуществом Грузии.
1994—1996 гг. председатель государственного комитета по внешним экономическим связям Грузии (член правительства Грузии). Председатель комиссии по иностранным инвестициям правительства Грузии. Представлял Грузию в Международном валютном Фонде, в Мировом Банке, в Европейском банке реконструкции и развития. Был представителем комитета Грузии в Еврокомиссии и национальным координатором TACIS в Грузии. Занимал пост председателя и сопредседателя постоянно действующих двухсторонних правительственных комиссий с разными иностранными государствами.
1996—1998 гг. председатель Высшего арбитражного суда Грузии.
1998—2005 гг. Президент Международной ассоциации финансово-промышленных групп Грузии.
2010—2013 — профессор и заместитель ректора, ректор государственного аграрного университета Грузии.
2013-по настоящее время — директор и научный руководитель Национального центра по исследованию государства и права, доктор права, профессор, заместитель Президента Национальной академии наук Грузии.

## Общественная деятельность
1991 — по настоящее время Президент всегрузинского благотворительного общества «Кахетии». Член Международной ассоциации политических наук, вице-президент национальной секции «Евронаука».

## Научная деятельность
Автор более чем двадцати научных статей по теории государства и права, шести монографий, в том числе известной книги «Нация и Время» (2015).

## Личная жизнь
Женат. Супруга Манана Отаревна Гудушаури (1963 г.) доктор медицины. Сын Михайл Бачиашвили (1988 г.) — экономист, занимается бизнесом.